# Rodyki
Rodyki (ros. Родыки) – wieś w Rosji, w Kraju Stawropolskim, w rejonie krasnogwardiejskim. W 2021 liczyła 1465 mieszkańców.